# Sporisorium elionuri
Sporisorium elionuri är en svampart som först beskrevs av Henn. & Illtyd Buller Pole-Evans, och fick sitt nu gällande namn av Vánky 1999. Sporisorium elionuri ingår i släktet Sporisorium och familjen Ustilaginaceae.   Inga underarter finns listade i Catalogue of Life.